# Бахрейнсько-німецькі відносини
Бахрейнсько-німецькі відносини існують з 1972 року і характеризуються Міністерством закордонних справ Німеччини як "добрі". Німеччина має добру репутацію в Бахрейні, а німецька економіка, зокрема, високо цінується.

## Історія
Бахрейн здобув незалежність від Великої Британії у 1971 році, а рік потому встановив дипломатичні відносини з Федеративною Республікою Німеччина. У 1986 році в Манамі було відкрито посольство ФРН. У 2008 році бахрейнський монарх Хамад бін Іса Аль Халіфа відвідав столицю Німеччини Берлін, а через два роки канцлер Німеччини Ангела Меркель і президент Бундестагу Норберт Ламмерт відвідали Бахрейн у відповідь. Під час Арабської весни, у 2011 році, спадкоємний принц Салман бін Хамад Аль Халіфа відвідав Берлін для ознайомлення з подіями. У 2014 році віце-президент Бундестагу Клаудія Рот відвідала Бахрейн.

## Економічні відносини
Загальний обсяг торгівлі з Бахрейном у 2021 році склав понад 660 мільйонів євро, що поставило Бахрейн на 92 місце в рейтингу торговельних партнерів Німеччини. У Бахрейні представлено майже 30 німецьких компаній, серед яких багато малих та середніх підприємств. У Бахрейні проживає майже 500 громадян Німеччини. Двостороння угода про сприяння та захист інвестицій була підписана у 2007 році та набула чинності у 2010 році.

## Культурні відносини
Німецька служба академічних обмінів та Гете-Інститут активно працюють у країні через свої офіси в Абу-Дабі та активізували університетські та студентські обміни. Посольство Німеччини пропонує курси німецької мови з 2009 року. У 2013 році Берлінсько-Бранденбурзька академія природничих і гуманітарних наук заснувала Арабо-німецьку молоду академію (AGYA) спільно з Університетом Перської затоки в Бахрейні з метою підтримки молодих вчених і сприяння науковій співпраці.

## Спорт
Німці Вольфганг Сідка (2000-2003, 2005) та Ганс-Петер Брігель (2006-2007) були тренерами національної збірної Бахрейну з футболу. Міхаель Рот недовго тренував національну збірну Бахрейну з гандболу у 2020 році.

## Військові відносини
Німецькі оборонні компанії постачали Бахрейну різну зброю, в тому числі бойові літаки (2016), гелікоптери (1977-1994), штурмові гвинтівки і пістолети-кулемети (2003).

## Дипломатичні представництва
- Німеччина має посольство в Манамі .
- Бахрейн має посольство в Берліні .

## Зовнішні посилання
- Інформація МЗС Німеччини про відносини з Бахрейном

Шаблон:Foreign relations of Bahrain